# Interní audit
Interní audit je nezávislá, objektivně ujišťovací a poradenská činnost zaměřená na přidávání hodnoty a zdokonalování procesů v organizaci. Interní audit pomáhá organizaci dosahovat jejího cíle tím, že přináší systematický metodický přístup k hodnocení a zlepšování účinnosti systému řízení rizik, řídících a kontrolních procesů a řízení a správy organizace.
Interní audit se zaměřuje na hodnocení vnitřního kontrolního systému v organizaci tím, že orgánům společnosti a vrcholovému managementu poskytuje informace, hodnocení, analýzy, doporučení a konzultace pro efektivní plnění jejich úkolů. Současně s nejnovějšími světovými trendy pak interní audit poskytuje ujištění o tom, že společnost si je vědoma rizik, kterým je vystavena, a zvládá je.
Rozsah interního auditu v organizaci je široký a může zahrnovat i témata jako řízení organizace, řízení rizik a řídící kontrola, která se týkají účinnosti/efektivity procesů a operací (včetně ochrany majetku), spolehlivosti finančního a manažerského výkaznictví a dodržování zákonů a předpisů.
Interní auditoři nejsou zodpovědní za řízení společnosti, jsou poradním orgánem vedení a představenstva (nebo obdobným orgánům), jak lépe vykonávat své povinnosti.
V důsledku svého širokého rozsahu působení by měli mít interní auditoři vysokou úroveň vzdělání a kvalitní odborné zázemí.

## Historie interního auditu
V roce 1941 vznikl v USA The Institute of Internal Auditors Inc. (IIA). Profese interního auditu se začala v USA postupně vyvíjet po druhé světové válce.
Teorie interního auditu byla koncipována primárně Lawrencem Sawyerem (1911–2002), který je často nazýván jako "otec moderního interního auditu". S realizací zákona Sarbanes-Oxley z roku 2002 se ve Spojených státech zvýšila hodnota interního auditu.
IIA v červnu 1999 schválila Rámec profesní praxe - Professional Practices Framework (PPF). V roce 2006 po revizi PPF vydává IIA Mezinárodní rámec profesní praxe interního auditu – International Professional Practices Framework (IPPF), který zahrnuje nejdůležitější dokumenty jako jednotné principy a postupy auditorské praxe. Konkrétně obsahuje Definici interního auditu, Etický kodex, Mezinárodní standardy pro profesní praxi interního auditu, Doporučení pro praxi, Praktické pomůcky a Stanoviska. Každé dva roky vychází po připomínkovém řízení aktualizované vydání.
Interní audit je v České republice poměrně mladá profese, která se zde ve svém moderním pojetí rozvinula až teprve v polovině devadesátých let minulého století, zejména v bankách. Česká bankovní asociace vydala v roce 1996 jako svůj vůbec první standard „Standard č. 1: Organizace a výkon interního auditu v bance.“
Výrazný rozvoj zaznamenala profese interního auditu díky zákonu č. 320/2001 Sb., o finanční kontrole ve veřejné správě, který vymezil působnost interního auditu ve veřejné správě.

## Český institut interních auditorů
Český institut interních auditorů (dále jen ČIIA) je zapsaný spolek interních auditorů za účelem prosazování a podpory rozvoje interního auditu v České republice.
ČIIA je národním institutem mezinárodního institutu The Institute of Internal Auditors Inc., který dnes reprezentuje 90 tis. odborníků z více než 165 zemí.
ČIIA byl přijat do Evropské konfederace institutů interního auditu (ECIIA), která vyvíjí svou činnost od roku 1982 a v současné době sdružuje 33 zemí z Evropy a z regionu Afriky a Asie, přilehlého ke Středozemnímu moři, dohromady s více než 12 tisíci interními auditory.
Český institut interních auditorů působí od března 1995. Má okolo 1000 členů. Jeho nejvyšším orgánem je Sněm, který se schází pravidelně každý rok. Činnost ČIIA řídí Rada v čele s prezidentem, na jejíž činnost dohlíží tříčlenná kontrolní komise.
ČIIA dále zejména:
- soustřeďuje osoby, které pracují jak v oblasti interního auditu tak v oblastech příbuzných
- poskytuje informace o rozvoji interního auditu v ČR i v zahraničí a napomáhá tak společnému postupu v poznávání a řešení problémů této profese
- poskytuje konzultace jako profesionální pomoc v jednotlivých oblastech auditu
- publikuje materiály potřebné k získání a rozšíření znalostí o funkci interního auditu
- zajišťuje překlad Mezinárodních standardů profesní praxe interního auditu a Praktických doporučení, které jsou součástí Mezinárodního rámce profesní praxe interního auditu (publikace zahrnující nejdůležitější dokumenty vydané Mezinárodním institutem interních auditorů (The IIA, Inc.) jako jednotné principy a postupy auditorské praxe).
- organizuje různé formy vzdělávacích akcí
- nabízí možnost složení zkoušky k získání mezinárodně uznávaného titulu Certified Internal Auditor (CIA) a dalších zkoušek (CGAP, CCSA, CFSA, CRMA)
- popularizuje činnost interního auditu
- iniciuje a podporuje jednání a akce zaměřené na rozšiřování praxe interního auditu do dalších společností v ČR
- čtvrtletně vydává pro členy institutu časopis "INTERNÍ AUDITOR"